# Mariano
Mariano es un nombre propio masculino de «origen latino». Mariano puede derivar del nombre de pila Mario o del adjetivo «mariano» (devoto o partidario de la Virgen María). Designa en este sentido el adjetivo o cualidad de la Virgen, como por ejemplo en el término «año mariano», el año de la Virgen María. En las primeras épocas del cristianismo se asoció con la devoción a la Virgen María. Fue llevado por varios primeros santos, entre ellos un mártir del siglo tercero en Numidia y un ermitaño del siglo quinto de Berry, en Francia. Su versión femenina es Mariana.
Mariano es también un apellido de origen italiano. Deriva del nombre propio «Mariano», del apellido latino Marianus (un derivado del antiguo nombre personal Marius, de origen etrusco). El apellido Mariano procede del municipio de Campolieto, situado en la provincia de Campobasso, región Molise.
Mariano también puede referirse a los oriundos de las islas Marianas. Los de la parte septentrional del archipiélago, es decir, las Islas Marianas del Norte, son designados como los «normarianos».